# 榊原篁洲
榊原 篁洲（さかきばら こうしゅう、明暦2年（1656年） - 宝永3年1月3日（1706年2月15日））は、江戸時代前期の儒学者。名は玄輔、字を希翊、号は篁洲のほかに惕々子、勃窣散人。通称は小太郎、のちに元輔。和泉の生まれ。

## 略歴
明暦2年（1656年）、誕生。本姓は下山氏であったが、幼くして両親を失い外祖父に育てられ、榊原姓を名乗る。
若い時期に上洛し仕官しようとするが見つからず、木下順庵に入門する。順庵の家に3年間寓居したのち故郷の和泉に帰り、ひたすら経書を読み耽り、漢詩にはあまり興味を持たなかった。その後、外祖父に従って江戸に出て、子弟の教育に携わるが、たまたま木下順庵が江戸幕府に招聘されて江戸に来たので再び入門。篁洲は新井白石・室鳩巣・雨森芳洲・祇園南海とともに「木門の五先生」と呼ばれた。師の順庵との関係は深く、貞享4年（1687年）に順庵の推挙を受けて御三家紀州藩の儒官となった。元禄9年（1696年）に古希となった順庵に願い出て、その肖像を画工住吉氏に画かせている。順庵も篁洲との関係を「汝と我と、陰と陽あるが如し」と、子弟の枠を超えて相互に補い合う関係だと述べている。
順庵の学統を受けて、篁洲も学派の区別を好まず、のちの折衷学派の開祖と見なされる。また中国歴代の法律・制度に詳しく『明律訳解』を著して、荻生徂徠などの律学政書の先駆をなした。さらに、天文・暦学にも明るく、天文学の大家である渋川春海と親しく交流している。帰化僧心越の流れを汲む篆刻を学び、日本における文人篆刻の嚆矢となった。その他に槍術・剣術・射御・書・算術・医術・卜占・茶道・香道・囲碁・猿楽など多方面に通暁していたという。門弟に書家・篆刻家の池永道雲が育つ。
宝永3年（1706年）、死去。墓所は青山霊園。

## 著書
- 『芸窓詩稿』
- 『榊巷談苑』
- 『易学啓蒙諺解大成』
- 『古文真宝前集諺解大成』
- 『大明律例訳解』
- 『書言俗解』
- 『詩法授幼抄』
- 『正続印章備考』3巻
- 『芸窗酔銕』印譜